# 桂田光喜
桂田 光喜（かつらだ てるよし、1933年（昭和8年）3月27日 - 2007年（平成19年）1月30日）は、日本の実業家。電通代表取締役副社長を務めた。静岡県生まれの東京都育ち。

## 人物・経歴
英文学者桂田利吉の二男として生まれる。
1960年（昭和35年）東京大学文学部を卒業後、電通に入社。
ラジオ・テレビ局長時代、テレビ朝日の小田久栄門報道局次長が久米宏をメインキャスターにして、『ニュースステーション』をスタートさせる際、CM枠を電通が最低保証で買い切ると約束した。小田は保証という背景の強みがなければ、ニュースステーションを続けることはできなかっただろう。と明かしている。
1989年（平成元年）取締役に選任され、91年に常務取締役、95年に専務取締役、97年に代表取締役副社長に昇進する。
1999年（平成11年）4月、インターネット広告推進協議会を立ち上げるに際しては、発起人会代表を務めた。
2007年1月30日、心不全のため死去。73歳没。

## 代表作
| 公開年 | 公開年   | 作品名                                   | 制作（配給） | 役職   |
| ------ | -------- | ---------------------------------------- | --- | ------ |
| 1996年 | 12月14日 | 金田一少年の事件簿                       | 講談社 日本テレビ 電通 東映 東映動画                                                                                               | 企画   |
| 1997年 | 7月12日  | もののけ姫                               | 徳間書店 日本テレビ 電通 スタジオジブリ （東宝）                                                                                   | 企画   |
| 1997年 | 12月13日 | 金田一少年の事件簿 上海魚人伝説          | 講談社 日本テレビ 電通 バップ （東宝）                                                                                             | 製作補 |
| 1999年 | 8月21日  | 金田一少年の事件簿2 殺戮のディープブルー | 講談社 よみうりテレビ 電通 東映 東映動画                                                                                           | 製作補 |
| 2000年 | 8月19日  | ホワイトアウト                           | 日本ヘラルド映画 フジテレビ 電通 日本ビクター アイ・エヌ・ビー デスティニー 東宝                                                   | 製作補 |
| 2001年 | 7月20日  | 千と千尋の神隠し                         | 徳間書店 スタジオジブリ ウォルト・ディズニー・インターナショナル・ジャパン 日本テレビ 電通 東北新社 三菱商事 ディーライツ （東宝） | 製作補 |
| 2001年 | 9月15日  | ウォーターボーイズ                       | フジテレビ アルタミラピクチャーズ 電通 東宝                                                                                        | 製作補 |

## 著書
- 『シリーズ証言50年--経営者が振り返る経済同友会(3)』経済同友 / 経済同友会事務局 編、1996年7月。